# Dennis Meadows
Dennis L. Meadows (* 7. června 1942) je americký ekonom, prognostik a futurolog. Známým se stal jako vedoucí autorského kolektivu první zprávy pro Římský klub, nazvané Meze růstu.

## Kariéra
Dennis L. Meadows působil jako profesor a ředitel Institute for Policy and Social Science Research, University of New Hampshire, USA.

## Římský klub
Dennis Meadows vedl mezinárodní autorský kolektiv, který vytvořil první zprávu pro Římský klub s názvem Meze růstu (The Limits to Growth. A Report for the Club of Rome 's Project on the Predicament of Mankind). Tato zpráva byla publikována v roce 1972 a vyvolala velkou diskusi. V roce 1992 byl spoluautorem dvacetileté aktualizace Mezí růstu, která vyšla pod názvem Překročení mezí (Beyond the Limits. Confronting Global Collapse Envisioning a Sustainable Future) a v roce 2004 jako spoluautor publikoval aktualizaci Limitů růstu po třiceti letech.

## Dílo
Publikoval knihy
- The Dynamics of Commodity Production (1970)
- The Limits to Growth. A Report for the Club of Rome 's Project on the Predicament of Mankind (spoluautor) (1972)
- Toward Global Equilibrium (spolueditor) (1974)
- Dynamics of Growth in a Finite World (spoluautor) (1977)
- Alternatives to Growth I. A Search for Sustainable Futures (editor) (1977)
- Beyond the Limits. Confronting Global Collapse Envisioning a Sustainable Future (spoluautor) (1992)
- Limits to Growth. The 30-Year Update (2004)

### Knihy
- Meadows, Dennis L.: The Dynamics of Commodity Production. Wright-Allen Press, Cambridge, Massachusetts, 1970, 104 str..

- Meadows, Donella H., Meadows, Dennis L., Randers, Jorgen, Behrens III., William W.: The Limits to Growth. A Report for the Club of Rome 's Project on the Predicament of Mankind. Potomac Associates Books, Washington, DC, New American Library, Universe Books, New York, New York, 1972, ISBN 0876631650

- Meadows, Dennis, Meadows, Donella, Zahn, Erich, Milling, Peter: Die Grenzen des Wachstums. Bericht des Club of Rome zur Lage der Menschheit. Deitsche Verlag-Anstalt GmbH Stuttgart, Rowohlt Taschenbuch Verlag GmbH, Reinbek bei Hamburg, 1972, ISBN 3499168251, 183 str.

- Meadows, Dennis L., Meadows, Donella H. (editors): Toward Global Equilibrium: Collected Papers. Productivity Press, Inc., 1973, ISBN 978-0262131438, 358 str.

- Meadows, Dennis L., Behrens III., William W., Meadows, Donella H., Naill, Roger F., Randers, Jorgen, Zahn, Erich KO: Dynamics of Growth in a Finite World. Wright-Allen Press, Cambridge, Massachusetts, 1974, ISBN 978-0960029440, 637 str.

- Meadows, Donella H., Meadows, Dennis L., Randers, Jorgen, Behrens III., William W.: The Limits to Growth. A Report for the Club of Rome 's Project on the Predicament of Mankind. A potomac Associates Book. Second Edition Revised. A Signet Book from The New American Library, Inc., New York, New York, 1974, ISBN 0-451-09835-8, 208 str..

- Meadows, Dennis L., Meadows, Donella H.: Das globale Gleichgewicht. Modellstudien zur Wachstumskrise. Deutsche Verlags-Anstalt. Stuttgart, 1974, ISBN 9783421026583, 270 str.

- Meadows, Dennis L. (editor): Alternatives to Growth-I: A Search for Sustainable Futures. Papers adapted from entries to the 1975 George and Cynthia Mitchell Prize and from presentations before the 1975 Alternatives to Growth Conference, held at the Woodlands, Texas. Ballinger Publications Company, Cambridge, Massachusetts, 1977, ISBN 9780884100782, 401 str.

- Meadows, Donella, Meadows, Dennis, Randers, Jorgen: Beyond The Limits. Envisioning a Sustainable Future Confronting Global Collapse. Chelsea Green Publishing Company, Post Mills, Vermont, 1992

- Meadows, Donella H., Randers, Jorgen, Meadows, Dennis: Limits to Growth. The 30-Year Update. Chelsea Green Publishing Company, White River Junction, Vermont, 2004, ISBN 1931498512, ISBN 978-1931498517

### Překlady do češtiny
- Meadowsová Donella H., Meadows, Dennis L., Randers, Jorgen: Překročení mezí. Konfrontace globálního kolapsu s představou trvale udržitelné budoucnosti. Nakladatelství Argo, Nadace Eva, Praha, 1995, ISBN 8085794-83-7, ISBN 80-901890-0-8, 320 str.